# Sarmalia
Sarmalia is een geslacht van vlinders van de familie Eupterotidae, uit de onderfamilie Eupterotinae.

## Soorten
- S. alba Swinhoe, 1892
- S. decolorata Grünberg, 1914
- S. radiata Walker, 1866